# Rio São Mateus (Espírito Santo)
Pour les articles homonymes, voir Rio São Mateus.

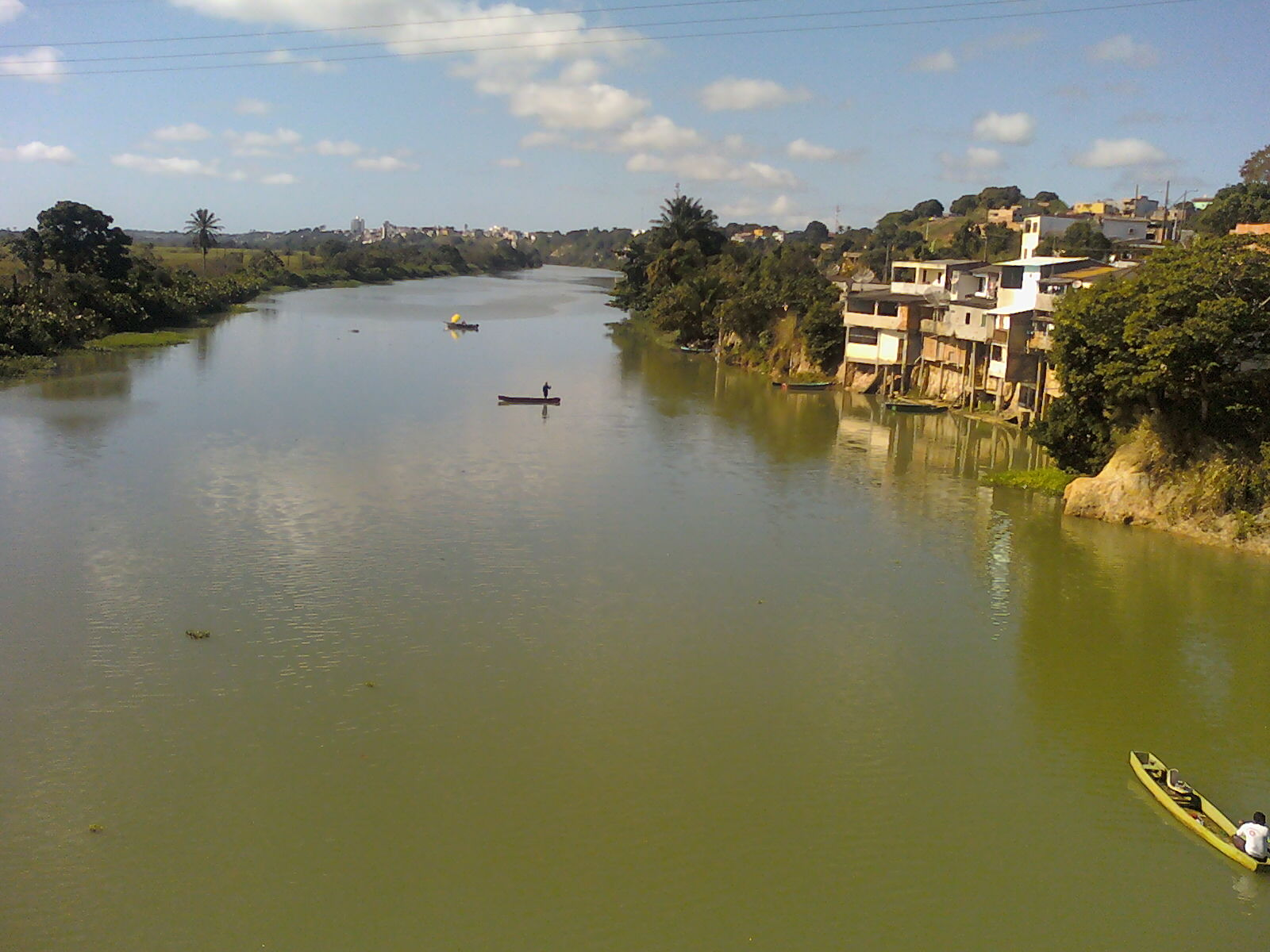
Le Rio São Mateus en 2008.

Le Rio São Mateus (ou Rio Cricaré) est un cours d'eau brésilien des États de l'Espírito Santo et du Minas Gerais, où il prend sa source. Il se jette dans l'Océan Atlantique à Conceição da Barra, au Nord de l'Espírito Santo.